# ادموند آدامکیویچ
ادموند آدامکیویچ (انگلیسی: Edmund Adamkiewicz; ۲۱ آوریل ۱۹۲۰ – ۴ آوریل ۱۹۹۱) بازیکن فوتبال اهل آلمان بود.
از باشگاه‌هایی که در آن بازی کرده‌است می‌توان به باشگاه فوتبال آینتراخت فرانکفورت، باشگاه فوتبال کارلسروهه، و باشگاه فوتبال هامبورگ اشاره کرد.
وی همچنین در تیم ملی فوتبال آلمان بازی کرده‌است.